# Venus (альбом Terminal Choice)
Venus (с англ. — «Венера») — студийная работа Terminal Choice 1999 года, включающая альтернативные версии некоторых композиций группы, объединённые трилогией «Venus», «Venus 2» и «Venus 3».
Тираж диска печатался в Финляндии. Номер в каталоге лейбла: OUT 035. EAN: 8016670005827.

## Список композиций
1. «Poisoned Love (Vengeance Version)» («Отравленная любовь») — 8:11
2. «Venus» («Венера») — 1:24
3. «Fatherland (Blood & Honor Mix)» («Земля предков») — 6:27
4. «Totes Fleisch (Blutengel Rmx '99)» («Мёртвая плоть») — 4:19
5. «Aggression (Revenge 99)» («Агрессия») — 6:24
6. «Venus 2» («Венера 2») — 1:45
7. «Forbidden Love» («Запретная любовь») — 5:43
8. «Poisoned Love (Disapointed Mix)» («Отравленная любовь») — 7:11
9. «Venus 3 (Version)» («Венера 3») — 4:14
10. «Fatherland (Trance Edit)» («Земля предков») — 5:35

## Создание альбома
- Chris Pohl — вокал, текст и музыка (кроме «Venus», «Venus 2» и «Venus 3»)
- Seven Grey — вокал в «Venus», «Venus 2» и «Venus 3»
- Sten Nitschke — микширование («Fatherland (Trance Edit)»), музыка («Venus», «Venus 2» и «Venus 3»)
- CKultür — мастеринг

Дизайн:
- Der Graphixer